# Kohei Yamada
Kohei Yamada (født 8. januar 1989) er en japansk fodboldspiller.
Han har spillet for flere forskellige klubber i sin karriere, herunder Thespa Kusatsu, Colorado Rapids, V-Varen Nagasaki og AC Nagano Parceiro.